# Mohole

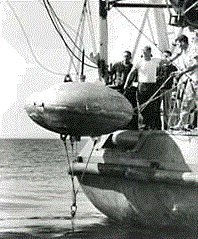
L'une des six bouées submergées utilisées pour le positionnement dynamique dans le projet Mohole. Elles ont été immergées à environ 200 pieds (60 m) selon un schéma circulaire. Le navire a ensuite utilisé un sonar pour se positionner au centre du cercle ainsi formé.

Mohole est le nom d'un forage dont le but était de traverser la croûte terrestre pour atteindre le manteau afin d'effectuer des prélèvements d'échantillons. C'était censé être la réponse des géologues à la conquête de l'espace.
Le nom Mohole est un hommage au géologue croate Andrija Mohorovičić qui fut le premier à révéler la discontinuité dite de Mohorovičić (le Moho) entre la croûte et le manteau terrestres, hole signifiant « trou » en anglais.
L'idée du projet revient à l'Américain Walter Munk en 1957, membre de la National Academy of Science, du comité des sciences de la Terre de la National Science Foundation (NSF) et de l'American Miscellaneous Society (AMSOC) qui finança en partie le projet à partir de 1958.
Un navire, le Cuss I, fut affrété et muni d'un équipement lourd de forage du même type que les forages pétroliers, ainsi que d’un système de navigation, fourni par la société Bendix-Pacific, qui lui permettait de contrôler sa position.
Mohole comportait trois phases :
- un programme de forage expérimental ;
- un programme intermédiaire de tests de navires ;
- le forage final à travers le Moho.

Après quelques tentatives au large de La Jolla en Californie, la phase 1 commença sérieusement à Guadalupe au Mexique en mars et avril 1961. Cinq trous furent percés dont l'un atteignit 183 mètres sous le plancher marin à une profondeur de 3 560 mètres. Les roches prélevées dans une première couche à 170 mètres sont de type sédimentaire et ont été datées entre le Miocène et le Pliocène. Au-dessous, les roches se révèlent être du basalte. Une équipe russe participa même à cette phase.
Le succès de la première phase entraîna une implication plus grande de la NSF, mais des tensions apparurent avec l'AMSOC qui fut finalement dissoute en 1964. La seconde phase ne sera pas mise en œuvre et le projet s'achève officiellement en 1966, faute de crédits : Mohole devient Nohole (en anglais : « pas de trou »).
Lors de la phase 3, on devait percer la croûte terrestre depuis le fond de l'océan Pacifique (là où elle est la moins épaisse) afin d'effectuer des prélèvements d'échantillons du manteau qui auraient apporté des réponses aux questions sur l'âge et les mécanismes internes de la Terre.
Cinquante millions de dollars auront été dépensés mais l'expérience aura permis de développer des techniques de stabilisation de navires ainsi équipés ainsi que le système de sonars qui les ont permises.
Les « Moholes » peuvent également présenter un intérêt comme source d'énergie alternative, sur le principe de l'échange de chaleur. Le rendement en l'état actuel[Quand ?] de nos technologies n'est cependant pas acquis. L'article sur la géothermie donne un ordre de grandeur de cette forme d'énergie.

## Culture populaire
- Dans son cycle littéraire de science-fiction "La Trilogie de Mars" consacré à la terraformation, Kim Stanley Robinson évoque de gigantesques moholes (plusieurs dizaines de mètres de diamètre) creusés dans la croûte martienne, et dont le but est de réchauffer la planète par un échange de chaleur entre le sous-sol et l'atmosphère (le mohole se comportant  comme une immense cheminée).
- En 1970, un épisode de la série de science fiction Doctor Who, « Inferno » raconte la fin du monde à la suite du déraillement d'un projet similaire.
- Dans le jeu vidéo Kerbal Space Program, la planète la plus proche du soleil possède un mohole très profond, semblable à ceux de l'œuvre "la trilogie de Mars"
- Dans le jeu de société Terraforming Mars, les joueurs peuvent réaliser un Mohole pour augmenter leur production de chaleur.
- Quand la Terre hurla (When the World Screamed) est une nouvelle de sir Arthur Conan Doyle publiée en 1928, qui évoquait déjà un forage très profond de la croûte terrestre, ceci afin de prouver que la planète est un être vivant.
- L'écrivain italien Italo Calvino [1923-1985] avait prévu d'écrire une série de textes inspirés par le projet Mohole en relation d'opposition avec les textes écrits autour du personnage Palomar.